# アンドロメダ座ウプシロン星d
アンドロメダ座υ星d（アンドロメダざウプシロンせいd、英語: Upsilon Andromedae d）は、太陽に似たアンドロメダ座υ星Aの周囲を公転する太陽系外惑星である。1999年にジェフリー・マーシーやポール・バトラーらが発見し、アンドロメダ座υ星はパルサーのPSR B1257+12を除いて初めての複数の惑星からなる惑星系を持つ恒星となった。アンドロメダ座υ星dは、主星から距離の順に3番目に位置する。

## 発見
発見当時の大部分の既知の太陽系外惑星と同様に、この惑星も主星の視線速度の変化の観測により検出された。これは、主星のスペクトルのドップラーシフトを注意深く観測することにより行われた。発見時、主星は既にホット・ジュピターのアンドロメダ座υ星bを持つことが知られていたが、1999年までに、内側の惑星だけでは理論的に合わないことが明らかになっていた。
1999年にサンフランシスコ州立大学とハーバード・スミソニアン天体物理学センターの天文学者が独立に、3つの惑星系からなるモデルが一番データにフィットすると結論付けた。2つの新しい惑星は、アンドロメダ座υ星c及びアンドロメダ座υ星dと名付けられた。

## 軌道と質量
アンドロメダ座υ星dは、冥王星を含めた太陽系の主要などの天体よりも軌道離心率は大きい。軌道長半径から、この惑星は主星のハビタブルゾーン内にある。
惑星の軌道離心率を説明するために、かつてもっとも外側の惑星が接近し、惑星dの軌道離心率が高まるとともに外側の惑星を吹き飛ばし、その後惑星dの重力による摂動で内側の惑星cを現在の軌道に移動させたというモデルが提案された。もしそうであれば、直ちに自由浮遊惑星が弾き出されたはずであり、この状況がどう起こったかは明らかではない。他のモデルも考えられる。
この惑星の発見に利用されたドップラー分光法では、軌道傾斜角が分からず、また下限質量のみしか得られないことである。しかし、地上の望遠鏡での視線速度の観測とハッブル宇宙望遠鏡から得られる天文学的データを組み合わせることで、この惑星の軌道離心率と真の質量を決定することができ、それは約10.25木星質量であった。
更なる測定により、惑星dの軌道は155.5°傾いていることが示唆された。しかし、これらの測定は後に上限のみしか与えないことが証明され、HD 192263 bやかに座55番星cには意味がなく、より内側にある惑星bの軌道傾斜角>30°とさえも矛盾していた。惑星cとdの間の真の軌道傾斜角は、29.9°である。

## 性質
惑星の大きい質量を考えると、固体表面を持たない巨大ガス惑星である可能性が高く、表面重力は地球の25倍以上である。この惑星は、恒星の観測から間接的に検出されただけであるため、半径、組成、温度等の性質は分かっていない。
また、主星のハビタブルゾーンに位置しているため表面に水を保持することができ、恒星から受ける紫外線放射の量が少ない。

## 名称
2015年、国際天文学連合が太陽系外惑星系の固有名を募集した際、この星系も対象とされた。投票の結果、モロッコのUNAWEのパートナー団体 Vega Astoronomy Club から提案された、Titawin という固有名が付けられた。この名前は、モロッコの街テトゥアン（ベルベル語の固有名はティタウィン）の、ユネスコの世界遺産に登録された旧市街地 Medina of Tétouan (formerly known as Titawin) に由来する。同時に、惑星eを除く3惑星にも、10世紀から11世紀のアル＝アンダルス（アラブ支配下のイベリア半島）出身の天文学者から、 Saffar（イブン・アル＝サファルにちなむ）、Samh（イブン・アル＝サムフにちなむ）、Majriti（マスラマ・アル＝マジリーティーにちなむ） という固有名が付けられている。